# Blondelia abdominalis
Blondelia abdominalis là một loài ruồi trong họ Tachinidae.